# 34591 Saadhahmed
34591 Saadhahmed este o planetă minoră (asteroid), cu un diametru de 8,16 km, din centura de asteroizi. A fost descoperită pe 1 octombrie 2000 la Experimental Test Site⁠(d) de Lincoln Near-Earth Asteroid Research. 
Obiectul prezintă o orbită caracterizată de o semiaxă mare de 3,1615069 UAi, o excentricitate de 0,11, o înclinație de 1,29977 ° în raport cu ecliptica.